# Automeris castrensis
Automeris castrensis är en fjärilsart som beskrevs av William Schaus 1898. Automeris castrensis ingår i släktet Automeris och familjen påfågelsspinnare. Inga underarter finns listade i Catalogue of Life.